# Terminalia actinophylla
Terminalia actinophylla är en tvåhjärtbladig växtart som beskrevs av Carl Friedrich Philipp von Martius. Terminalia actinophylla ingår i släktet Terminalia och familjen Combretaceae. Inga underarter finns listade i Catalogue of Life.